# Скотт (Огайо)
Скотт (англ. Scott) — селище (англ. village) в США, в округах Ван-Верт і Полдінґ штату Огайо. Населення — 242 особи (2020).

## Географія
Скотт розташований за координатами 40°59′19″ пн. ш. 84°35′2″ зх. д. / 40.98861° пн. ш. 84.58389° зх. д. (40.988653, -84.583975).  За даними Бюро перепису населення США в 2010 році селище мало площу 2,10 км², з яких 2,10 км² — суходіл та 0,00 км² — водойми.

## Демографія
Згідно з переписом 2010 року, у селищі мешкало 286 осіб у 111 домогосподарстві у складі 76 родин. Густота населення становила 136 осіб/км².  Було 126 помешкань (60/км²).
Расовий склад населення:
| - 98,6 % — білих |

До двох чи більше рас належало 0,7 %. Частка іспаномовних становила 0,7 % від усіх жителів.
За віковим діапазоном населення розподілялося таким чином: 28,3 % — особи молодші 18 років, 58,8 % — особи у віці 18—64 років, 12,9 % — особи у віці 65 років та старші. Медіана віку мешканця становила 34,7 року. На 100 осіб жіночої статі у селищі припадало 90,7 чоловіків;  на 100 жінок у віці від 18 років та старших — 99,0 чоловіків також старших 18 років.
Середній дохід на одне домашнє господарство  становив 47 470 доларів США (медіана — 40 781), а середній дохід на одну сім'ю — 54 314 долари (медіана — 49 375). За межею бідності перебувало 9,9 % осіб, у тому числі 6,5 % дітей у віці до 18 років та 0,0 % осіб у віці 65 років та старших.
Цивільне працевлаштоване населення становило 159 осіб. Основні галузі зайнятості: виробництво — 51,6 %, мистецтво, розваги та відпочинок — 11,9 %, роздрібна торгівля — 9,4 %.